# Klostertal von Güzelyurt

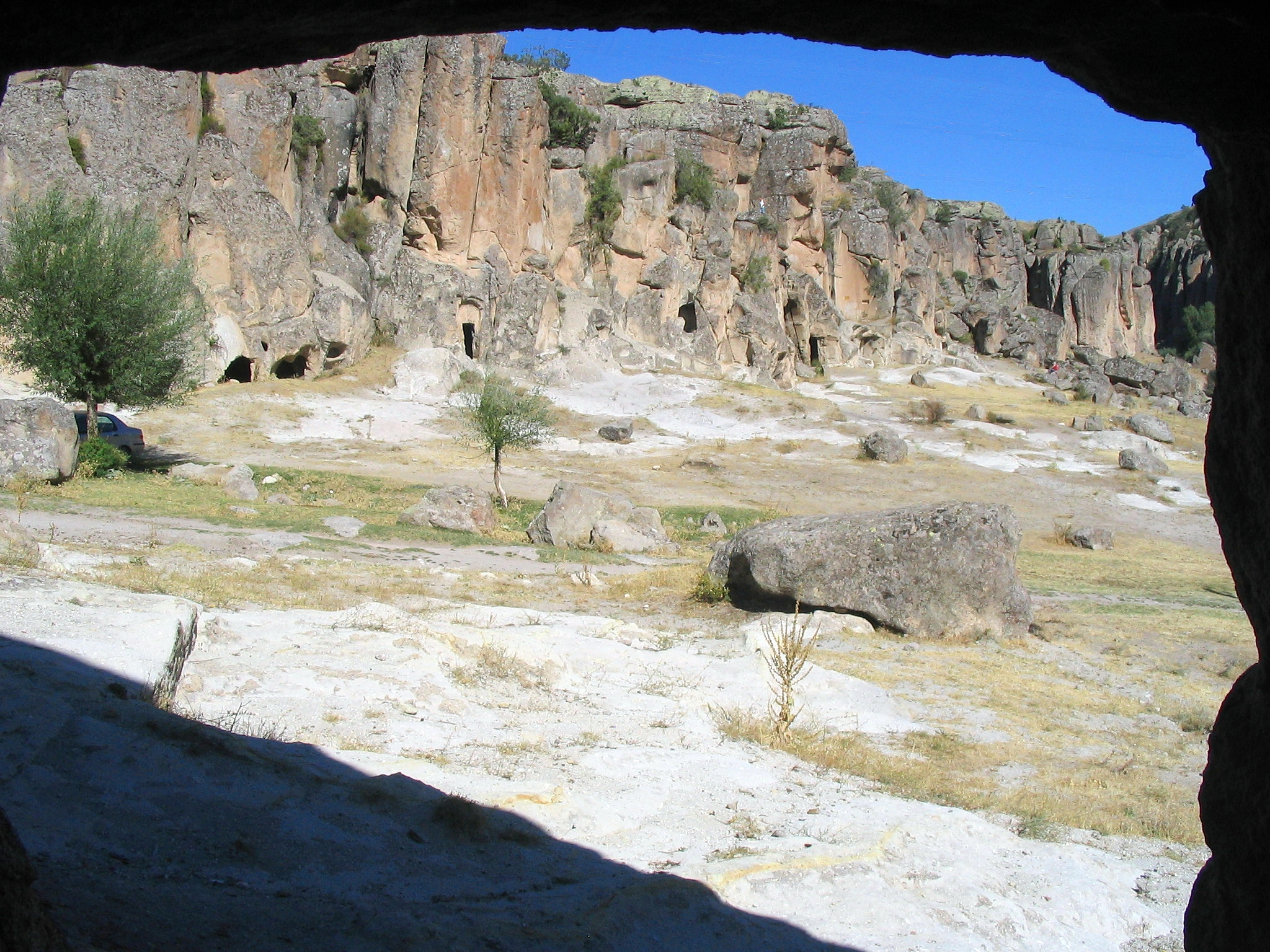
Höhlen im Klostertal

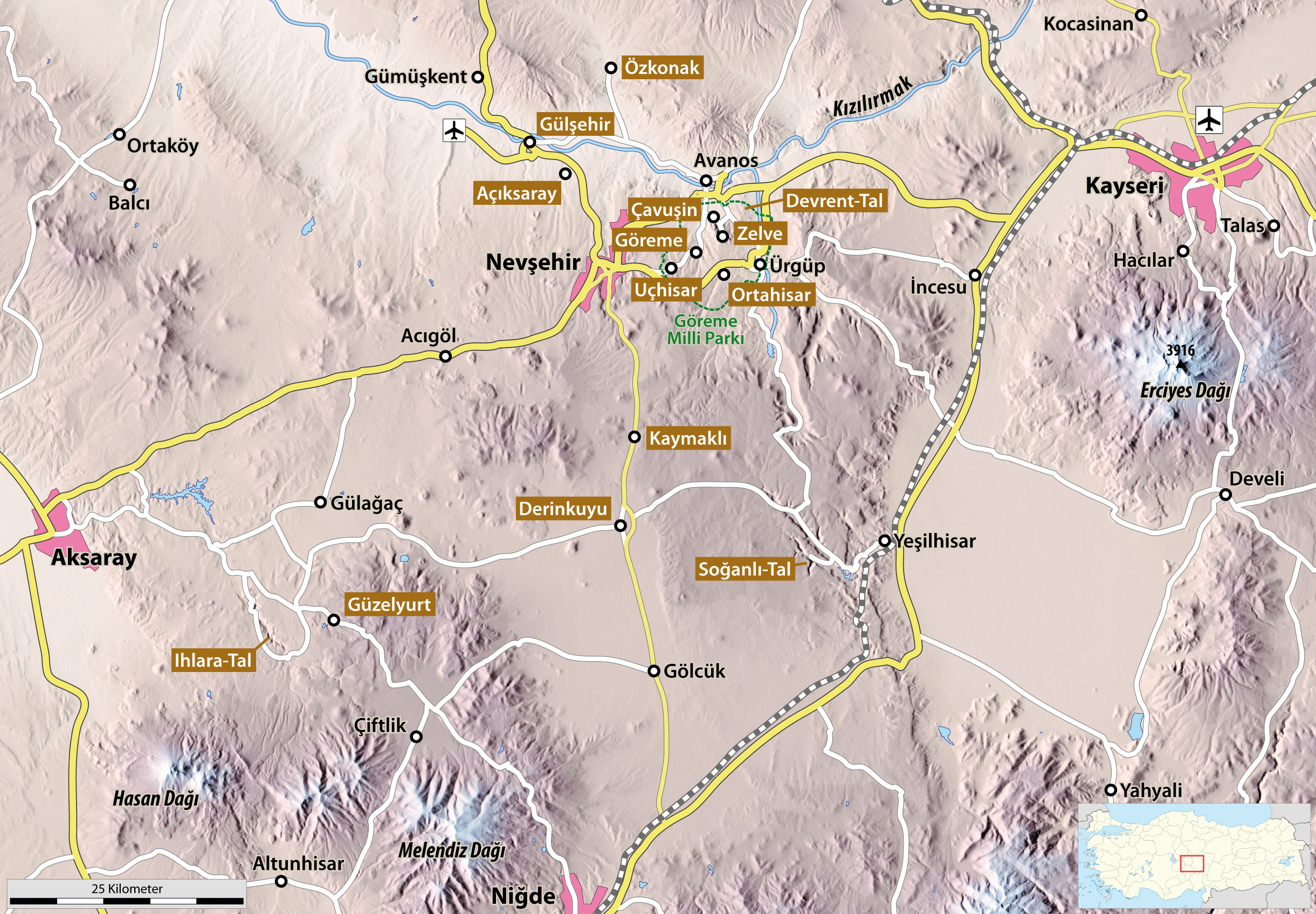
Güzelyurt und andere sehenswerte Orte in Kappadokien

Das Klostertal von Güzelyurt (Manastır Vadisi) liegt etwa zwei Kilometer vom Zentrum des Ortes Güzelyurt im westlichen Kappadokien in der türkischen Provinz Aksaray entfernt. Es ist eine Ansammlung von Kirchen und Höhlenklöstern, die in den Tuffstein der kappadokischen Landschaft gehauen sind.

## Geschichte
Die ersten Klostergemeinschaften siedelten hier im 3. Jahrhundert, im 4. Jahrhundert wuchs hier der kappadokische Kirchenvater Gregor von Nazianz auf, der im nahe gelegenen Arianzos geboren wurde. Der Ort hatte damals den Namen Karballa und war bis zum Beginn des 20. Jahrhunderts von Griechen besiedelt. Bis zu deren Umsiedlung trug er den Namen Gelveri. Im Laufe der Zeit entstanden hier über hundert Kirchen.

## Bauten
Am Eingang zum Tal, wenige hundert Meter vom Ort entfernt, liegt als eines der wenigen gemauerten Bauwerke des Tales die St.-Gregorius-Kirche, die Gregor von Nazianz gewidmet ist. Die Kirche aus dem Ende des 4. Jahrhunderts wurde mehrfach erweitert und umgebaut, unter anderem 1896 als Hagios Gregorios zur Hauptkirche des Klosterzentrums. Sie ist heute eine Moschee und trägt den Namen Büyük Kilise Camii (Große Kirchenmoschee), die vormals vorhandenen Fresken sind weiß übermalt. Daneben liegt der Eingang zu einer von vier unterirdischen Städten, die in Güzelyurt liegen. Zwei weitere finden sich im Klostertal, eine im Ortszentrum. Sie sind alle noch weitgehend unerschlossen, in Teilen aber begehbar.
Nahe dabei liegen die Seviçli Kilise, eine teils gemauerte, teils in den Fels geschlagene Kreuzkuppelkirche von 1887, in deren Apsis eine Dreifaltigkeitsdarstellung und in der Kuppel ein Pantokrator, eine Darstellung Christi als Weltherrscher, zu sehen sind, sowie die Cafarlar Kilise aus dem 9. Jahrhundert. In der kleinen Kirche finden sich Fresken mit neutestamentlichen Szenen wie Verkündigung, Geburt, Gefangennahme und Kreuzigung Jesu.
Im Bereich des eigentlichen Klostertals, das nur aus Felsenkirchen und Höhlenbauten besteht, liegen unter anderen noch die Fırıntaş Kilise mit einer Fassade aus Blendnischen und die ähnlich gestaltete Kalburlu Kilise. Beide sind ohne Malereien, aber mit Reliefornamentik ausgestattet. Außerdem liegen im Tal zahlreiche Klostergebäude, die ebenfalls Reliefschmuck und imposante Fassaden vorweisen.

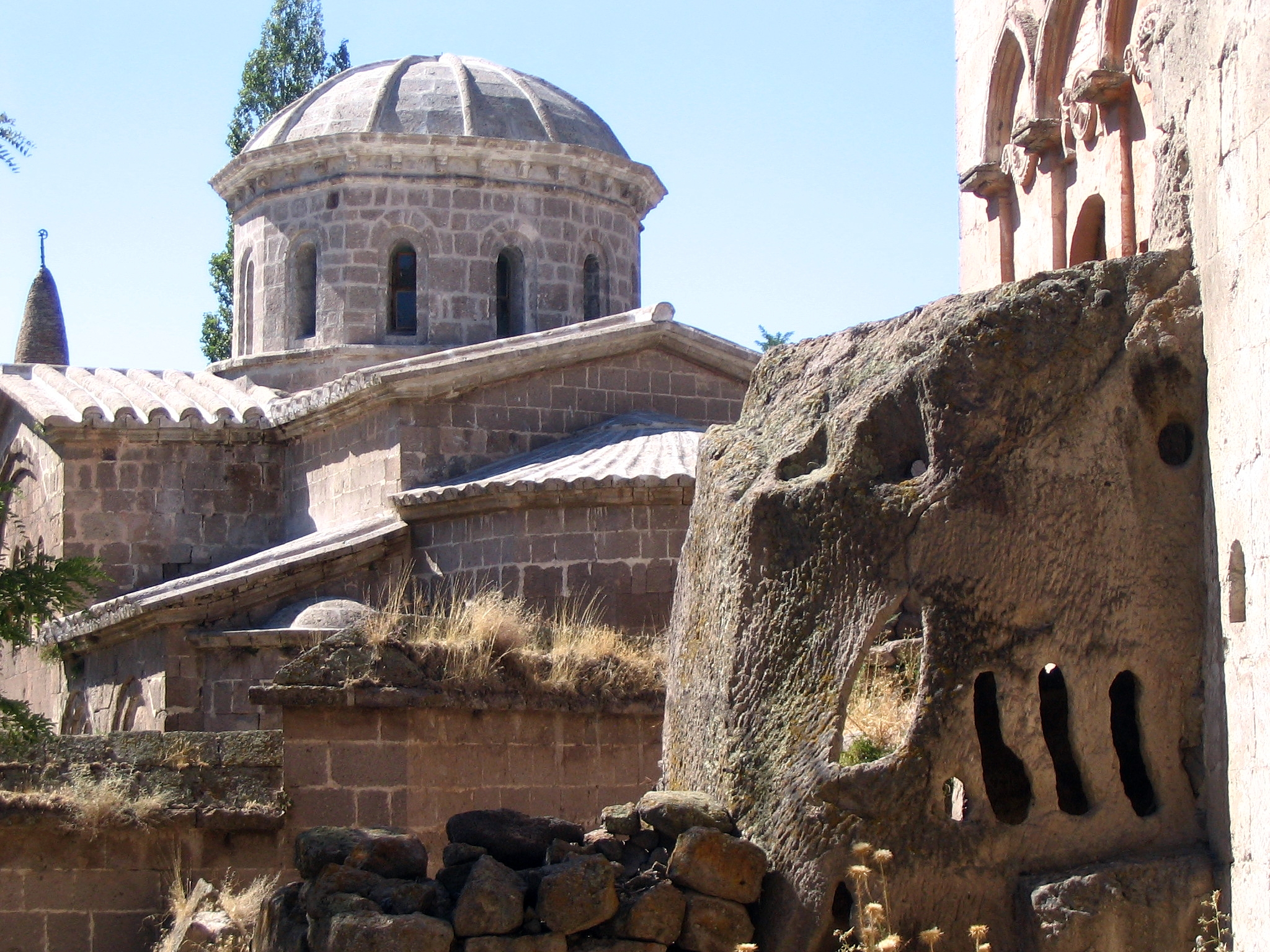
St.-Gregorius-Kirche
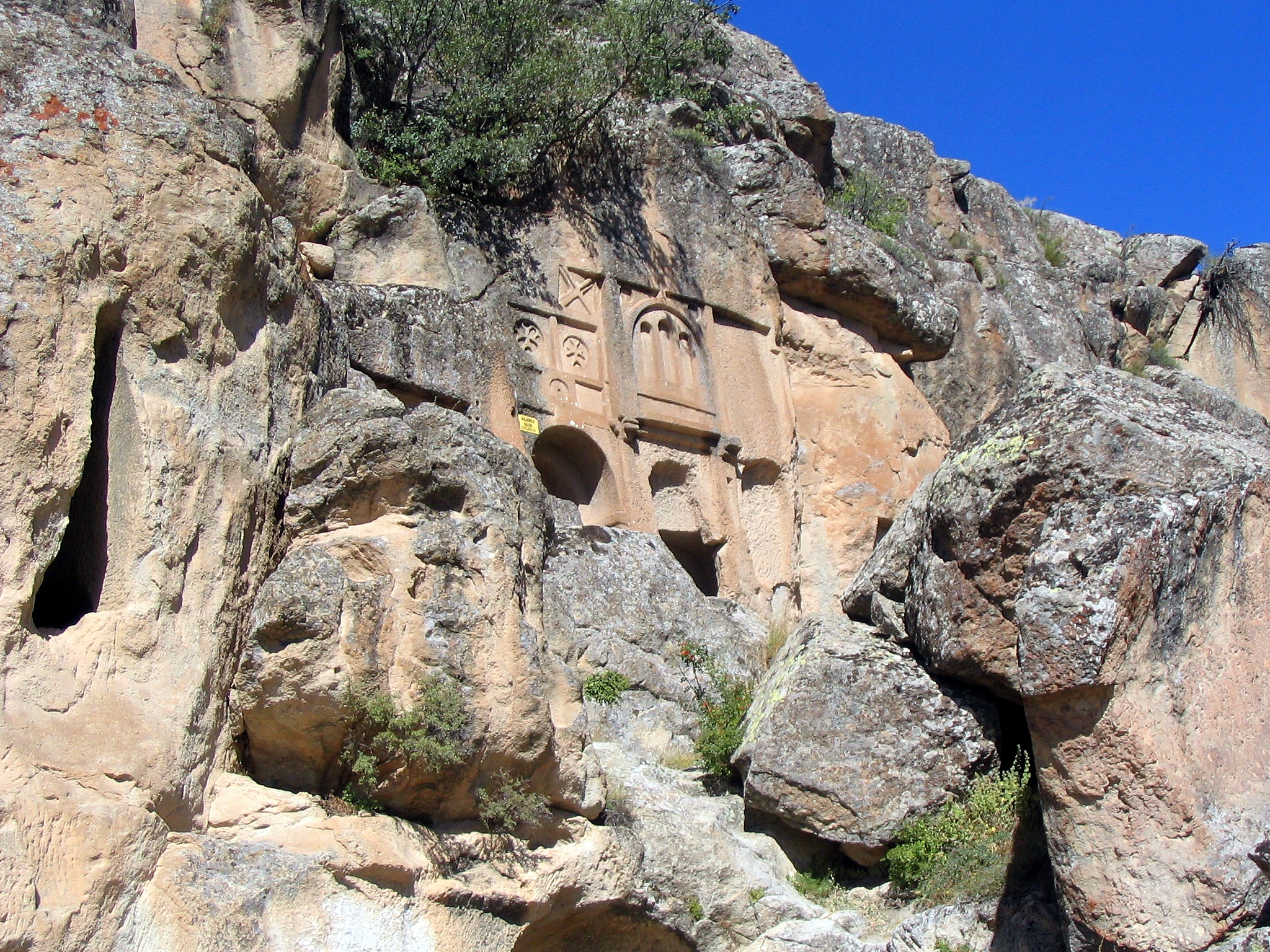
Fassade der Kalburlu Kilise
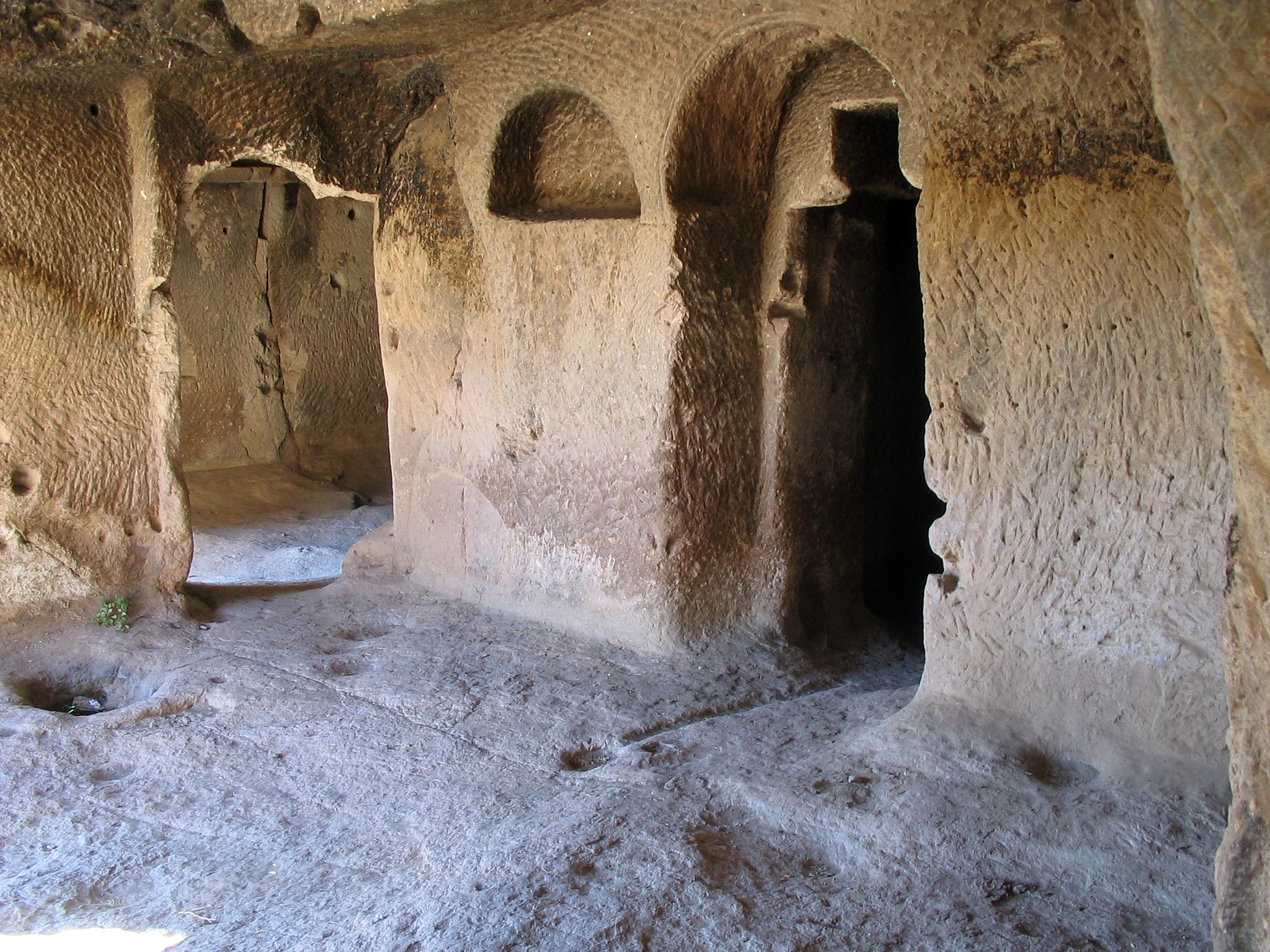
Klosterräume
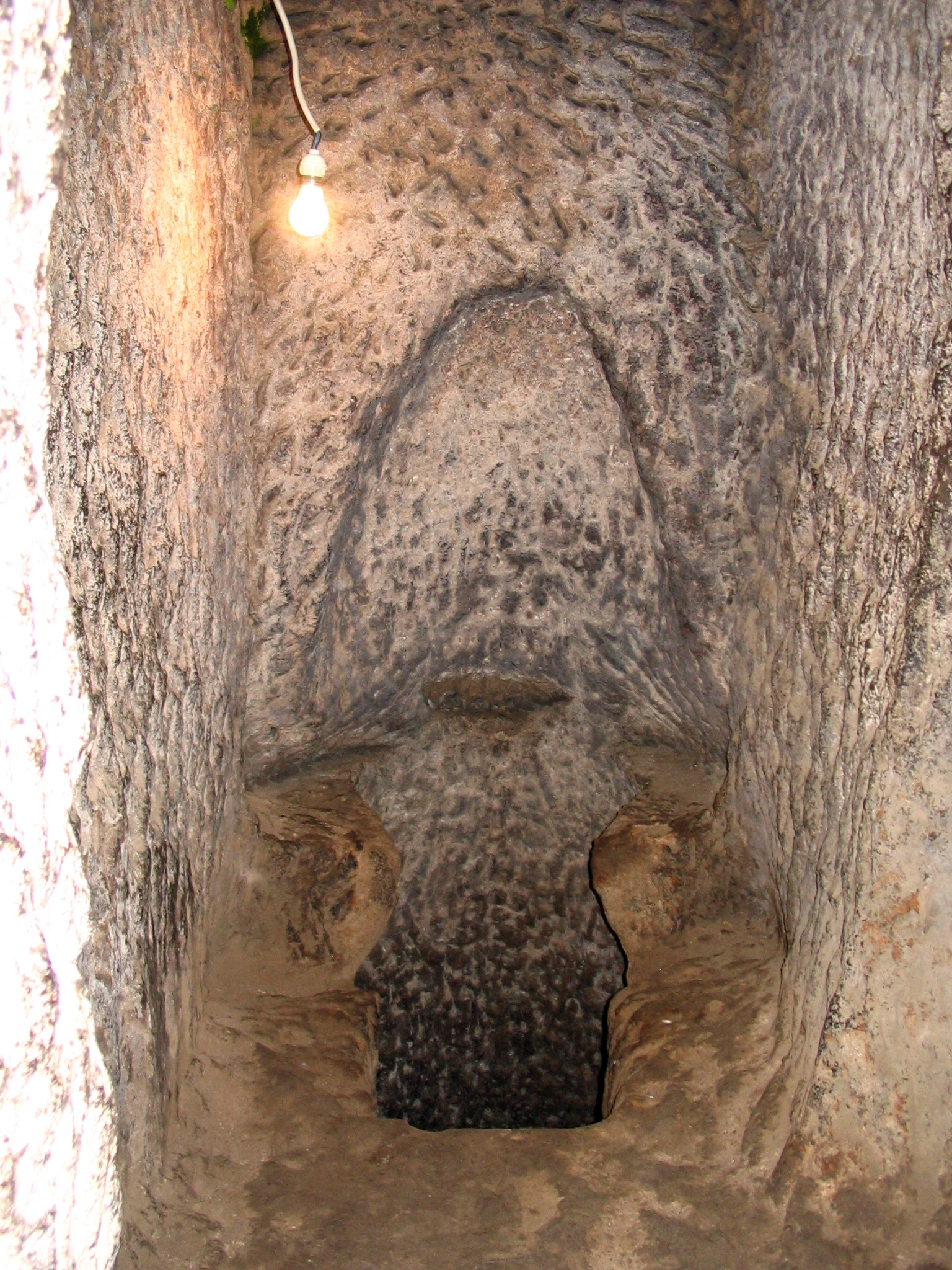
Toilette in einer der unterirdischen Städte